# Heterotrypus modestus
Heterotrypus modestus är en insektsart som beskrevs av Andrej Vasiljevitj Gorochov 1996. Heterotrypus modestus ingår i släktet Heterotrypus och familjen syrsor. Inga underarter finns listade i Catalogue of Life.